# Kaiser: The Greatest Footballer Never to Play Football
Kaiser: The Greatest Footballer Never to Play Football, ou ainda Kaiser: The Greatest Footballer Never to Have Played Football, é um documentário britânico-brasileiro de 2018, dirigido pelo britânico Louis Myles, que conta a biografia de Carlos Kaiser, um ex-futebolista brasileiro que supostamente atuou por diversos clubes brasileiros e estrangeiros.
Myles contou que a ideia do filme surgiu após ele ter vindo para o Brasil participar da Copa de 2014, e conversar com o jornalista Tim Vickery, correspondente da BBC no Brasil:

## Sinopse
| “ | A história de Carlos "Kaiser" Henrique Raposo, uma estrela do futebol dos anos 80 que possuía um extraordinário segredo: ele nunca havia jogado uma partida sequer. Passando de clube em clube e sustentando mentiras ao convencer os outros de suas habilidades e com a ajuda de amigos jornalistas, Kaiser construiu uma carreira de 26 anos que se expandiu pelo continente americano e alguns dos maiores times brasileiros. Essa é uma das histórias mais absurdas e fraudulentas da história do esporte. | ” |

## Elenco
| Pessoa                | Papel     | Info                                                                   |
| --------------------- | --------- | ---------------------------------------------------------------------- |
| Bernardo De Paula     | Narrador  |                                                                        |
| Carlos Kaiser         | Ele Mesmo |                                                                        |
| José Carlos Araújo    | Ele Mesmo | Narrador. Um dos maiores conhecedores do futebol carioca               |
| Washington Rodrigues  | Ele Mesmo | Comentarista esportivo. Um dos maiores conhecedores do futebol carioca |
| Sérgio Américo        | Ele mesmo | Comentarista esportivo. Um dos maiores conhecedores do futebol carioca |
| Renato Maurício Prado | Ele mesmo | Comentarista esportivo. Um dos maiores conhecedores do futebol carioca |
| Bebeto                | Ele Mesmo | Jogou com Kaiser no Flamengo e no Vasco                                |
| Renato Gaúcho         | Ele Mesmo | Amigo do Kaiser.                                                       |
| Zico                  | Ele Mesmo | Jogou com Kaiser no Flamengo                                           |
| Carlos Alberto Torres | Ele Mesmo | Treinou o Kaiser no Flamengo                                           |
| Eri Johnson           | Ele mesmo | Amigo do Kaiser                                                        |
| Ricardo Rocha         | Ele mesmo | Amigo do Kaiser                                                        |
| Alexandre Torres      | Ele mesmo | Jogou com o Kaiser no Vasco                                            |
| Roger Flores          | Ele mesmo | Amigo do Kaiser                                                        |
| Luiz Maerovitch       | Ele mesmo | Amigo do Kaiser                                                        |
| Júnior                | Ele mesmo | Jogou com o Kaiser no Flamengo                                         |
| Paulo Angioni         | Ele mesmo | Diretor do Vasco à época em que o Kaiser foi contratado pelo clube     |
| Ado                   | Ele mesmo | Jogou com o Kaiser no Bangu                                            |
| Maurício              | Ele mesmo | Jogou com o Kaiser no Botafogo                                         |
| Jair Pereira          | Ele Mesmo | Ex-treinador do Kaiser                                                 |
| Júnior Negão          | Ele Mesmo | Amigo do Kaiser                                                        |
| Fabio Barros          | Ele Mesmo | Ex-futebolista do Ajaccio                                              |

| Ator                | Papel                     |
| ------------------- | ------------------------- |
| Eduardo Lara        | Carlos Kaiser             |
| Thiago Lopes        | Renato Gaúcho             |
| Rubens de Araújo    | Castor de Andrade         |
| Gerson Augusto      | Emil Pinheiro             |
| Eduardo Salles      | Moisés                    |
| Nathanielle Pereira | Mulher 1                  |
| Priscila Buiar      | Namorada de Renato Gaúcho |
| Gabriela Esteves    | Mulher 3                  |

## Críticas e Recepção
| Críticas profissionais | Críticas profissionais |
| Avaliações da crítica  | Avaliações da crítica  |
| Fonte                  | Avaliação              |
| ---------------------- | ---------------------- |
| The Guardian           | [ 3 ]                  |
| Rotten Tomatoes        | 83% aprovação          |

O Filme recebeu 4 de 5 estrelas, do jornal The Guardian, além de 83% de aprovação no Rotten Tomatoes.

### Prêmios e Indicações
| Ano  | Prêmio                                   | Categoria               | Resultado | Ref.  |
| ---- | ---------------------------------------- | ----------------------- | --------- | ----- |
| 2018 | Raindance Festival                       | Best UK Feature Film    | Indicado  | [ 5 ] |
| 2018 | BIFA - British Independent Film Awards   | Best Documentary        | Indicado  | [ 5 ] |
| 2018 | Welsh International Documentary Festival | Best Sports Documentary | Indicado  | [ 5 ] |